# Crash Bandicoot Fusion og Spyro Fusion
Crash Bandicoot Fusion og Spyro Fusion (kendt som Crash Bandicoot Purple: Ripto's Rampage og Spyro Orange: The Cortex Conspiracy i USA) er to platformspil udgivet af Vivendi Games og udviklet af Vicarious Visions til Game Boy Advance. De blev udgivet i Nordamerika den 3. juni 2004, og i PAL-regionerne den 25. juni 2004. Spillende fungere som et "cross-over" mellem verdenerne fra Crash Bandicoot- og Spyro serierne.
Crash Bandicoot: Fusion er det tiende spil i Crash Bandicoot-serien, mens Spyro: Fusion er det ottende spil i Spyro-serien (og den første Spyro titel der blev udviklet af Vicarious Visions). For begge serier er spillene det fjerde der blev udgivet til Game Boy Advance.
Spillendes historie fokusere på hvordan Doctor Neo Cortex og Ripto har slået sig sammen med planer om, at skabe kaos i universet. Spillenes helt, Crash Bandicoot og Spyro the Dragon, bliver derfor nødt til at samarbejde om at stoppe deres planer og rede universet.